# 宿泊

宿泊（しゅくはく）とは、自宅以外の場所で一晩以上を過ごす行為を指す。
これは旅行、出張、娯楽、または緊急時の避難などにより、自宅に戻れない場合に主に行われる。和語では「泊まる」「泊り」とも表現される。英語では "accommodation" や "lodging" に相当する。

## 歴史
宿泊の概念は、人類の移動と交流の歴史とともに発展してきた。古代から、旅人に対するもてなしとして宿泊施設が登場し、現代の多様な形態へと進化した。以下に、時代ごとの主な変遷を概説する。

### 古代
記録に残る最も古い宿泊は、おそらく古代メソポタミア（紀元前4000年頃）に遡り、ハンムラビ法典では、宿屋の主人が人々に食事や飲み物、宿泊を提供することを義務付ける記述が存在した。 古代エジプト・古代ギリシャ・古代ローマにおいても、旅人に宿を提供する習慣が存在した。日本では、705年に創業した山梨県の西山温泉慶雲館が、世界最古のホテルとしてギネス認定されている。

### 中世
中世ヨーロッパでは、修道院が宗教的義務として旅人や巡礼者向けの宿泊を提供していた。イスラム世界では、交易路沿いにキャラバンサライが建てられ、商人たちに宿泊や礼拝、家畜の世話などのための空間を提供していた。日本では、熊野詣など遠方への参拝が普及し、寺社周辺に宿泊施設が発展した。

### 近世
17世紀から18世紀にかけて、ヨーロッパでは馬車旅の普及により、コーチング・イン（coaching inns）が登場し、旅人向けに宿泊サービスを提供した。日本では江戸時代に主に幕府や公家・大名が使用する宿場が街道沿いに整備された。商人や旅行者のための宿泊施設としては旅籠が営業していた。

### 近代以降
18世紀半ばに入り、より裕福な顧客をターゲットにした近代的なホテルが登場した。イギリスのロイヤルクラレンスホテル（1768年）が先駆けで、19世紀にはアメリカのトレモント・ハウス（1829年）などが続いた。 日本では1868年にイギリス人向けの近代的なホテルが初めて建設され、明治以降、外国人接待用施設として発展した。

## 宿泊業
宿泊業とは、宿泊サービスを事業として提供する産業を指す。日本では旅館業法（昭和23年法律第138号）により規制されており、同法第2条第1項で「施設を設け、宿泊料を受けて、人を宿泊させる営業」と定義されている。この営業には、都道府県知事（または保健所設置市区の市区長）の許可が必要で、衛生基準や防火基準を満たすことが義務付けられる。
旅館業法によれば、旅館業は以下の形態に分類される。
- 旅館・ホテル営業
  - 施設を設け、宿泊料を受けて人を宿泊させる営業で、簡易宿所営業及び下宿営業以外のもの[11]。
- 簡易宿所営業
  - 宿泊する場所を多数人で共用する構造及び設備を主とする施設を設け、宿泊料を受けて人を宿泊させる営業で、下宿営業以外のもの[11]。
- 下宿営業
  - 施設を設け、１月以上の期間を単位とする宿泊料を受けて人を宿泊させる営業[11]。

アパートやマンションなどのように生活の本拠を置くものは宿泊業に含まれず、貸室業・貸家業に分類される。

## 宿泊施設
宿泊のための設備を備えた施設を宿泊施設という。宿泊施設の種類には、ホテル、旅館、民宿、ゲストハウスなどがある。
一般住宅を使用して宿泊することを民泊という。
宿泊施設を使わず、屋外に泊まることを野宿という。